# 칼마르 해협

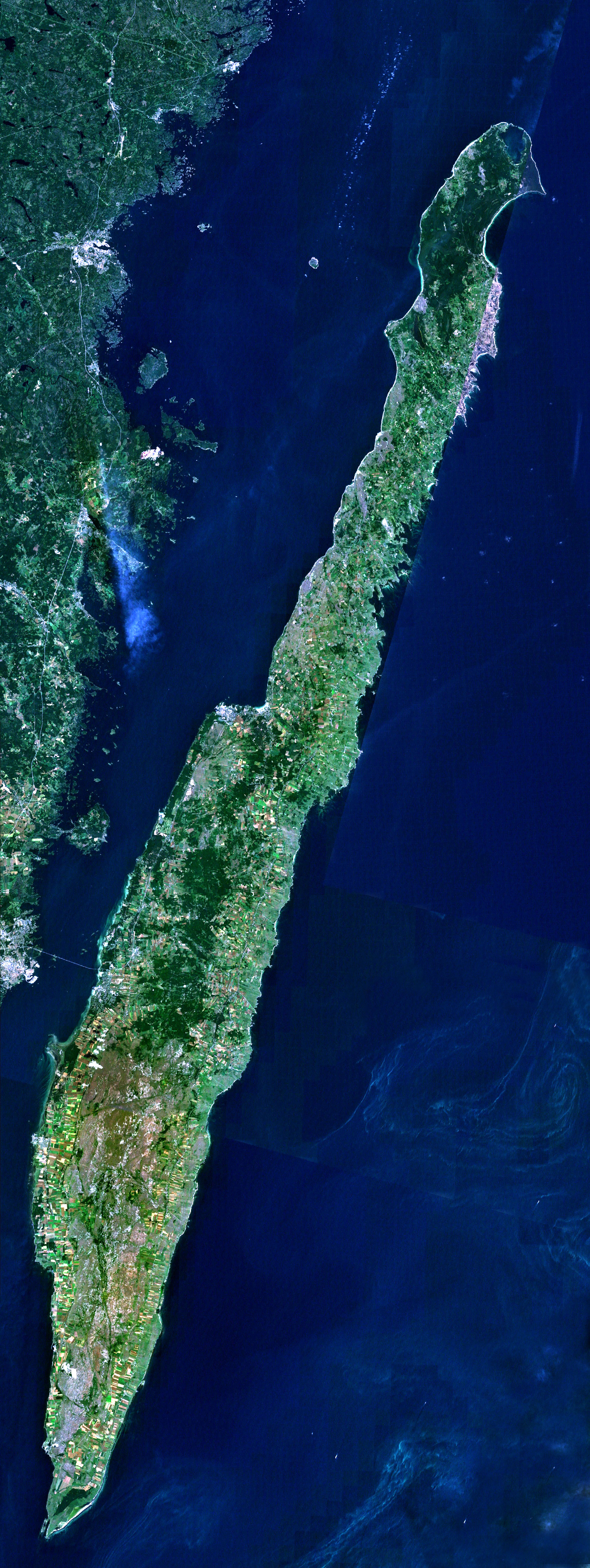

칼마르 해협은 스웨덴 동남쪽 지역과 욀란드섬 사이의 해협이다. 길이는 137km이다.